# Constanze Mozart

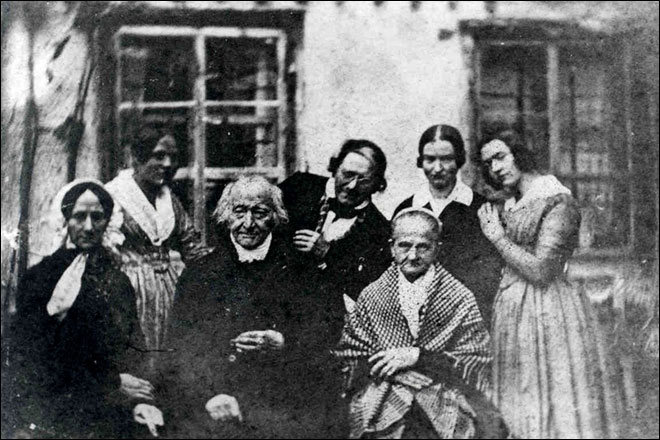
Daguerrotipo con la supuesta imagen de Constanze de 1840 en el extremo izquierdo, dos años antes de su muerte. El compositor bávaro Max Keller estaría sentado al frente en el centro y a la derecha está su esposa, Josefa. De izquierda a derecha en la parte trasera estarían la cocinera de la familia, Felipe Lattner (cuñado de Keller), y las hijas de Keller, Luise y Josefa. La copia se encuentra en el Archivo Estatal de Altötting en 2004.

Constanze Mozart (nacida Constanze Weber y tras su segundo matrimonio Constanze von Nissen; Zell en el Valle del Wiese, Alemania, 5 de enero de 1762-Salzburgo, 6 de marzo de 1842) fue prima del compositor Carl Maria von Weber y esposa de Wolfgang Amadeus Mozart.

## Biografía
Fue hija de Fridolin Weber. Mozart y Constanze Weber se conocieron en 1777 en Mannheim. Sin embargo, por aquel entonces, Mozart no estaba interesado en ella, sino en la hermana mayor, Aloysia. En un posterior encuentro con la familia Weber en Viena en 1781, Mozart se enteró de la boda de Aloysa, y fue entonces cuando inició su relación con Constanze. Ambos se casaron el 4 de agosto de 1782. En nueve años tuvieron 6 hijos:
- Raimund Leopold Mozart (1783)
- Karl Thomas Mozart (1784)
- Johann Leopold Mozart (1786)
- Theresia Mozart (1787)
- Anna Mozart (1789)
- Franz Xaver Wolfgang Mozart (1791).

Sólo dos de los hijos, Karl Thomas y Franz Xaver Wolfgang, sobrevivieron a la infancia. Debido a sus muchos embarazos en tan poco tiempo, Constanze se encontraba habitualmente débil y en cama.
Después de la muerte de Mozart en 1791, Constanze tuvo dificultades económicas para poder mantener a sus dos hijos. Para poder sobrevivir, vendió las obras de su marido en 1800.
"Ella y su familia hicieron firmar a Wolfgang Amadeus Mozart un compromiso por el cual si no se casaba con ella en un cierto período de tiempo, tendría que pagar a Constance una pensión vitalicia...asimismo no le importó el lugar donde habían echado los restos de su primer marido (Wolfgang Amadeus Mozart) hasta 17 años después... Es preciso decir que Maria Anna Mozart tuvo que ser enterrada en una cripta comunal y no en la que ella quería y había preparado para sí misma en San Sebastián ya que Constanze Mozart se apropió de mala fe de aquella cripta, para que fueran enterrados su segundo marido Georg Nikolaus von Nissen y para Genoveva Weber" .
En 1809, se casó con Georg Nikolaus von Nissen, un diplomático y escritor danés. Entre 1810 y 1820 vivieron en Copenhague, viajando posteriormente por Europa, especialmente Italia y Alemania. En 1824 se asentaron en Salzburgo. Juntos trabajaron en una biografía de Mozart, publicada en 1828, dos años después de la muerte del segundo marido de Constanze.

## Supuesta fotografía
En 2006 la versión digital del diario alemán Der Spiegel anunció la aparición de un daguerrotipo en Baviera con la única imagen conocida de Constanze, a la edad de 78 años. En realidad, desde que en 1958 dicha imagen atrajo por primera vez la atención de los especialistas, diversos medios y publicaciones han asegurado que existe dicho daguerrotipo. La imagen supuestamente fue tomada en Altotting, Baviera, en octubre de 1840 a las afueras de la casa del compositor Max Keller. 
Sin embargo, varios estudiosos de Mozart han refutado dicha afirmación, asegurando que se trata de un fraude por varias razones. En primer lugar, la fotografía no podría haberse tomado en el exterior dado que las lentes necesarias para producir tales imágenes no fueron inventadas por Joseph Petzval hasta después de la muerte de Constanze, en 1842. En segundo lugar, está documentado que Constanze sufría una artritis que la debilitó en los años finales de su vida. Agnes Selby, autor de Constanze, Mozart's Beloved, ofreció su opinión acerca de la fotografía en 2006: "No existía ninguna manera en que [Constanze] pudiera haber viajado para visitar a Maximillian Keller durante el período en que la fotografía fue tomada. Al contrario de lo que se afirma en la prensa, Constanze no tuvo contacto con Keller tras 1826".